# NCSM Miramichi (J169)
Pour les autres navires du même nom, voir NCSM Miramichi.
Le NCSM Miramichi (pennant number J169) (ou en anglais HMCS Miramichi) est un dragueur de mines de la Classe Bangor lancé pour la Marine royale canadienne (MRC) et qui a servi pendant la Seconde Guerre mondiale.

## Conception
Le Miramichi est commandé dans le cadre du programme de la classe Bangor de 1939-40 le 23 février 1940 pour le chantier naval de Burrard Dry Dock Co. Ltd. de North Vancouver en Colombie-Britannique au Canada. La pose de la quille est effectuée le 3 novembre 1940, le Miramichi est lancé le 2 septembre 1941 et mis en service le 26 novembre 1941.
La classe Bangor doit initialement être un modèle réduit de dragueur de mines de la classe Halcyon au service de la Royal Navy,. La propulsion de ces navires est assurée par trois types de motorisation: moteur diesel, moteur à vapeur à pistons à double ou triple expansion et turbine à vapeur. Cependant, en raison de la difficulté à se procurer des moteurs diesel, la version diesel a été réalisée en petit nombre.
Les dragueurs de mines de classe Bangor version canadienne déplacent 683 tonnes en charge normale. Afin de pouvoir loger les chaufferies, ce navire possède des dimensions plus grandes que les premières versions à moteur diesel avec une longueur totale de 54,9 mètres, une largeur de 8,7 mètres et un tirant d'eau de 2,51 mètres. Ce navire est propulsé par deux moteurs alternatifs verticaux à triple détente alimentés par deux chaudières à tubes d'eau à trois tambours Admiralty et entraînant deux arbres d'hélices. Le moteur développe une puissance de 2 400 chevaux-vapeur (1 790 kW) et atteint une vitesse maximale de 16 nœuds (30 km/h) .Le dragueur de mines peut transporter un maximum de 152 tonnes de fioul.
Leur manque de taille donne aux navires de cette classe de faibles capacités de manœuvre en mer, qui seraient même pires que celles des corvettes de la classe Flower. Les versions à moteur diesel sont considérées comme ayant de moins bonnes caractéristiques de maniabilité que les variantes à moteur alternatif à faible vitesse. Leur faible tirant d'eau les rend instables et leurs coques courtes ont tendance à enfourner la proue lorsqu'ils sont utilisés en mer de face.
Les navires de la classe Bangor sont également considérés comme exiguës pour les membres d'équipage, entassant 6 officiers et 77 matelots dans un navire initialement prévu pour un total de 40.

## Histoire

### Seconde Guerre mondiale
Après sa mise en service à Vancouver, en Colombie-Britannique, le 26 novembre 1941, le Miramichi passe toute la guerre sur la côte Ouest du Canada en alternance entre le service dans la Esquimalt Force (Force d'Esquimalt) et la Prince Rupert Force (Force de Prince Rupert) comme dragueur de mines et patrouilleur.
Pendant l'été et l'automne 1943, le Miramichi est utilisé occasionnellement comme navire d'entraînement. Il est désarmé le 24 octobre 1945 à Esquimalt.

### Après-guerre
Après la guerre, le Miramichi est vendu à l'Union Steamship Company of British Columbia en 1946. Il doit être converti en navire marchand, mais cela n'est jamais entrepris et le navire est vendu à la casse et démoli à Vancouver en 1949-1950,.
La ville de Miramichi possède la cloche du navire, qui est exposée à l'hôtel de ville. La communauté a reçu la cloche de la marine, suivant la tradition navale dans le cas des navires canadiens désarmés portant le nom d'une ville. Les archives des cloches navales du Musée naval et militaire de la base des Forces canadiennes d'Esquimalt contiennent des informations sur les baptêmes du NCSM Miramichi.

### Commandement
- T/Lieutenant (T/Lt.) John Charles Barbour (RCNR) du 26 novembre 1941 au 26 octobre 1942
- T/Lieutenant (T/Lt.) John Charles Barbour (RCNR) du 27 octobre 1942 au 23 janvier 1944
- T/Lieutenant (T/Lt.) William Frederick Wood (RCNR) du 24 janvier 1944 au 24 octobre 1945

Notes:
RCNR: Royal Canadian Naval Reserve